# Richard Eberhart

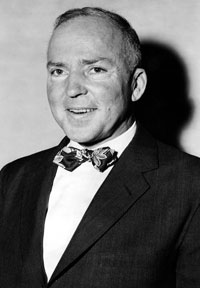
Richard Eberhart

Richard Ghormley Eberhart (* 5. April 1904 in Austin, Minnesota; † 9. Juni 2005 in Hanover, New Hampshire) war ein US-amerikanischer Schriftsteller.

## Leben
Eberhart erhielt seine Ausbildung an verschiedenen Hochschulen. Er besuchte das Dartmouth College (B.A.), das St. John’s College an der University of Cambridge (B.A., M.A.) und die Harvard Graduate School of Arts and Sciences. Nach seiner Rückkehr aus England wurde er zum Privatlehrer für den Sohn des thailändischen Königs Prajadhipok berufen. Im Zweiten Weltkrieg leistete er seinen Militärdienst ab. 1941 heiratete er Helen Elizabeth Butcher. Nach dem Krieg war er zunächst im Familienunternehmen seiner Frau tätig, nahm aber ab 1952 seine Lehrtätigkeit wieder auf. Er unterrichtete u. a. an der University of Washington, in Princeton und von 1956 bis Mitte der 1980er am Dartmouth College.

## Ehrungen
Für Selected Poems, 1930–1965 wurde Eberhart 1966 mit dem Pulitzer-Preis in der Kategorie Poesie ausgezeichnet.
1960 wurde er in die American Academy of Arts and Letters und 1967 in die American Academy of Arts and Sciences gewählt. 1977 erhielt Eberhart den National Book Award for Poetry für seine Collected Poems, 1930–1976.

## Werke (Auswahl)
- A Bravery of Earth (1930)
- Undercliff (1953)
- Shifts of Being (1968)
- Ways of Light (1980)

### Lyrik
- Collected verse plays (1962)
- Selected Poems, 1930–1965 (1965)
- Collected Poems, 1930–1976 (1976)
- The Long Reach: New and Uncollected Poems, 1948–1984 (1984)
- New and Selected Poems: 1930–1990 (1990)